# Joachim Müller (Fußballspieler, 1961)
Joachim Müller (* 25. März 1961) ist ein ehemaliger deutscher Fußballspieler.

## Karriere
Joachim Müller kam aus der Jugend des VfR Heilbronn zu den Stuttgarter Kickers. Durch seine Leistungen kam Müller auf 14 Jugend-Länderspiele für den Deutschen Fußball-Bund. Die A-Junioren der Kickers führte er als Kapitän in der Saison 1978/79 zur deutschen Meisterschaft. Seine Mitspieler waren unter anderem Andreas Hägele, Peter Schulz, Zvonko Kurbos, Wolfgang Dienelt und der spätere Weltmeister Guido Buchwald.
Durch diese Leistungen kam er in der darauffolgenden Saison zu seinem ersten Einsatz im Profiteam der Kickers, als er am 8. September 1979 in der 2.-Bundesliga-Süd-Begegnung gegen den 1. FC Saarbrücken eingewechselt wurde. Es folgten 119 weitere Einsätze im Trikot der ersten Mannschaft.
1986 folgte der Wechsel zu den Kickers Offenbach, für die er zwei weitere Jahre spielte.